# UGPS 0722-05
UGPS 0722-05（別名：UGPS J072227.51-054031.2, UGPSJ0722-05）とは、太陽系から9.6光年（±1.3光年）の距離にあると考えられている褐色矮星である。2010年にUKIDSS銀河面サーベイ (UGPS) によって発見され、フィリップ・ルーカスらによって報告された。
UGPS 0722-05は、年周視差の測定を踏まえて太陽系から9.6光年ほど離れた位置にあると推定されている。この見積もりが正しければ、UGPS 0722-05 はインディアン座ε星Ba/Bbペアを追い抜いて太陽系に最も近い既知の褐色矮星となり、同時に太陽から（惑星を除いて）7番目に近い天体となる。ただし、この距離は大きな誤差を含んだ予備的な観測値で、より精度の高い観測で修正される可能性がある。

## 特徴
| 太陽 | UGPS 0722-05 |
| ---- | ------------ |
| 太陽 | Exoplanet    |

UGPS 0722-05 は恒星と惑星の中間にあたる質量を持った褐色矮星である。褐色矮星は恒星と同じような過程で形成されながら、質量が小さいため核融合反応が持続しなかった天体で、「恒星になり損ねた星」(failed star) とも呼ばれる。
2010年の発見時点で、UGPS 0722-05 は褐色矮星として最も冷たく暗い天体と考えられている。表面温度は400Kから500K（130℃から230℃）の間と推測され、光度は太陽の380万分の1である。放射エネルギーの大半は太陽のような可視光ではなく、赤外線として放たれている。また理論的な予測によると、UGPS 0722-05は木星に近い半径と木星の5-30倍の質量をもつと見られている。
UGPS 0722-05 よりやや高温で明るい褐色矮星は以前から発見されていた。これらの天体はスペクトルの特徴からメタン褐色矮星と呼ばれており、スペクトル分類では「T」という型が割り振られている。UGPS 0722-05 はそれまでに知られていたT型褐色矮星の中で最も暗かった一連のT9型の褐色矮星に似ているが、スペクトルの細部が異なり、推定された光度も3分の1程度に留まっている。そのため、発見者らは UGPS 0722-05 をT10型の褐色矮星に分類するか、あるいは全く新しいスペクトル型を与えることを提案している。
UGPS 0722-05 に観測可能な伴星は見つかっておらず、孤立した褐色矮星と考えられている。この天体が、恒星系で形成された後に系外に放出されたのか、あるいは恒星と同じように直接星間ガスから形成されたのかは分かっていない。